# Exophthalmida
Exophthalmida är ett släkte av skalbaggar. Exophthalmida ingår i familjen vivlar.
Kladogram enligt Catalogue of Life:
| Exophthalmida | \| \| Exophthalmida coerulescens \| \| \| \| \| \| Exophthalmida glauca \| \| \| \| \| \| Exophthalmida laticollis \| \| \| \| \| \| Exophthalmida planirostris \| \| \| \| |
|               | \| \| Exophthalmida coerulescens \| \| \| \| \| \| Exophthalmida glauca \| \| \| \| \| \| Exophthalmida laticollis \| \| \| \| \| \| Exophthalmida planirostris \| \| \| \| |
|               | Exophthalmida coerulescens |
|               | |
|               | Exophthalmida glauca |
|               | |
|               | Exophthalmida laticollis |
|               | |
|               | Exophthalmida planirostris |
|               | |